# Pomacentrus aurifrons
Pomacentrus aurifrons là một loài cá biển thuộc chi Pomacentrus trong họ Cá thia. Loài này được mô tả lần đầu tiên vào năm 2004.

## Từ nguyên
Từ định danh aurifrons được ghép bởi hai âm tiết trong tiếng Latinh, aureus ("mạ vàng") và frons ("trán"), hàm ý đề cập đến vùng màu vàng xung quanh mõm, chạy ngược lên trán và băng qua gốc của một số gai trước của vây lưng.

## Phạm vi phân bố và môi trường sống
P. aurifrons được ghi nhận ở vùng biển ngoài khơi các đảo quốc thuộc Melanesia, bao gồm Papua New Guinea (nơi mẫu định danh được thu thập), quần đảo Solomon, Vanuatu và Nouvelle-Calédonie.
P. aurifrons sống tập trung gần những rạn san hô viền bờ, độ sâu khoảng từ 2 đến 14 m.

## Mô tả
Chiều dài lớn nhất được ghi nhận ở P. aurifrons là 6,2 cm. P. aurifrons có kiểu hình tương đồng với Pomacentrus smithi nhưng không khó để phân biệt nhờ vào đặc điểm vây lưng cao hơn ở P. aurifrons, đặc biệt là vùng màu vàng bao quanh mõm và trán.
Số gai ở vây lưng: 13; Số tia vây ở vây lưng: 12; Số gai ở vây hậu môn: 2; Số tia vây ở vây hậu môn: 13; Số gai ở vây bụng: 1; Số tia vây ở vây bụng: 5.

## Sinh thái học
Thức ăn của P. aurifrons bao gồm tảo và các loài động vật phù du. Cá đực có tập tính bảo vệ và chăm sóc trứng.